# Victoria Aveyard
Victoria Aveyard (Massachusetts, 27 juli 1990) is een Amerikaans schrijfster van fantasie- en kinderboeken en filmscripts. Ze is meest bekend om haar fantasie roman Red Queen.

### Red Queen serie
- Rode Koningin (2015)
- Zwaard van glas (2016)
- Konings val (2017)
- War Storm (2018)

### Romans
- Cruel Crown (2016, Combineert Queen Song en Steel Scars)
  - Queen Song (2015)
  - Steel Scars (2016)
- Broken throne (2019)

### Realm Breaker serie
- Realm Breaker (2021)